# Stationsplein (Brugge)

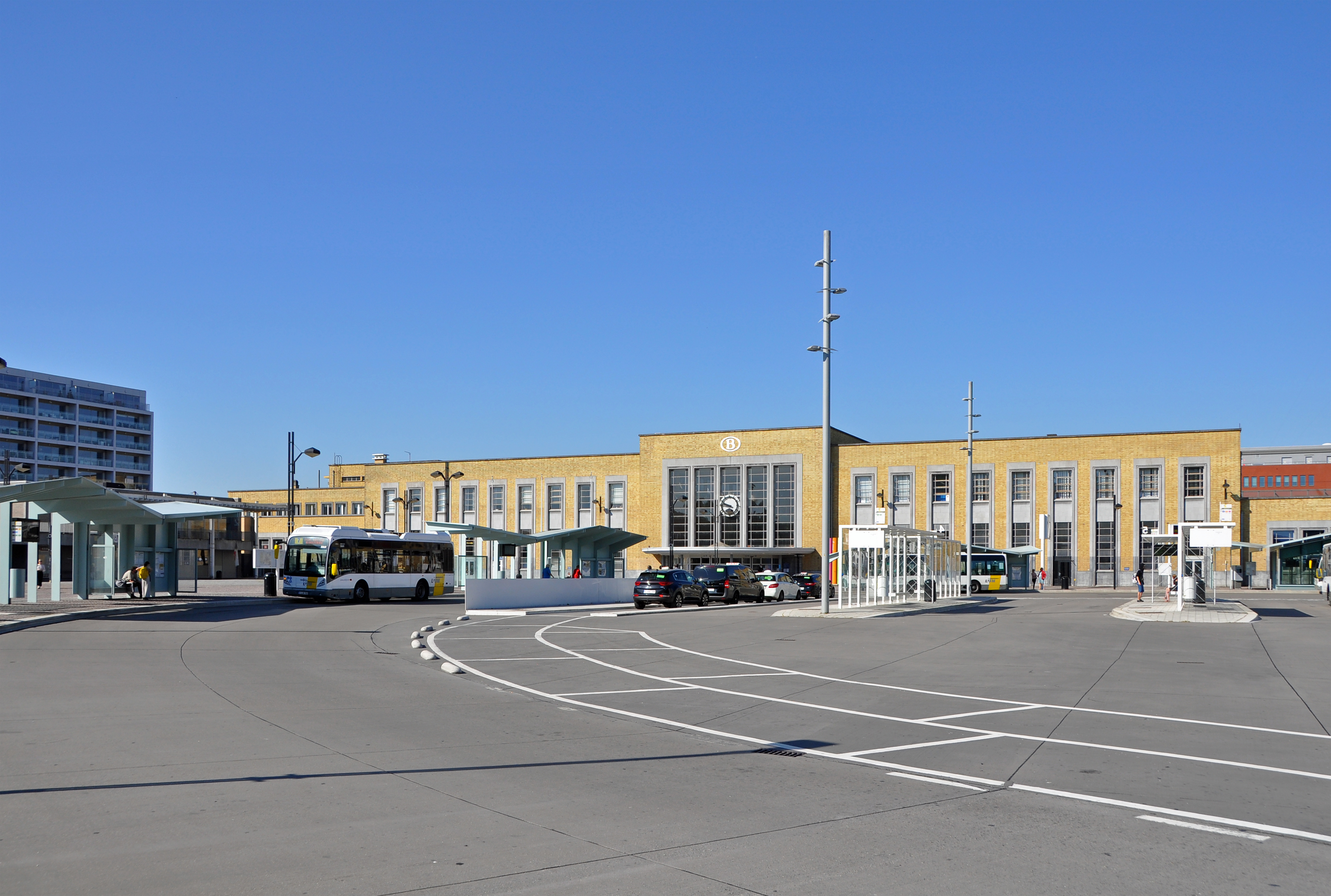
Het stationsplein in Brugge

Het Stationsplein is een plein in Brugge.

## Beschrijving
Het eerste station van Brugge werd op 't Zand gebouwd in 1838. In 1877 werd het ontmanteld en vervangen door een groter station, ontworpen door architect Joseph Schadde. Maar ook dit gebouw en vooral het feit dat de treinen het stadscentrum binnen reden, werd geen goede optie op lange termijn bevonden. De beslissing werd in 1899 genomen om een station te bouwen buiten de binnenstad en een plek werd gekozen op de grens tussen Brugge en Sint-Michiels. Het duurde echter nog tot 1936 vooraleer het station naar een ontwerp van de architecten Josse en Maurits Van Kriekingen werd gebouwd. Het werd in gebruik genomen op 1 april 1939. Het nieuwe station stond op het grondgebied van de gemeente Sint-Michiels. Het grondgebied rond het station werd bij de wet van 2 juli 1956 bij de stad Brugge ingelijfd.
Het modernistische gebouw in gele baksteen stond afgezonderd op het einde van een laan die de Koning Albert I-laan zou worden. Het werd geflankeerd door een postsorteercentrum en een telegraafkantoor, die ondertussen verdwenen zijn. In de grote wachtzaal van het station zijn de muren op merkwaardige wijze opgefleurd door de muurschilderijen van de Brugse schilder René De Pauw (1888-1946). Het station is sinds 2012 beschermd als monument.
Er was natuurlijk een plein voor het station wenselijk. Pas na de Tweede Wereldoorlog werd het volledig aangelegd en bij beslissing van het Brugse schepencollege van 20 januari 1948 kreeg het de naam Stationsplein. Dit circa 1 ha grote plein is sindsdien de eerste aanblik voor de ontelbare gebruikers die bij het naar buiten komen, van op dit plein de Brugse torens ontdekken. Het plein biedt ruimte voor het onvermijdelijke verkeer van bussen, taxi's en privéauto's en uiteraard voor de voetgangers. Het wordt ook soms gebruikt voor bijzondere activiteiten (expo ijssculpturen, liefdadige activiteiten, concerten).